# Joe Dolan
Joseph Francis Robert Dolan (* 16. Oktober 1939 in Mullingar, Irland; † 26. Dezember 2007 in Dublin) war ein irischer Sänger.

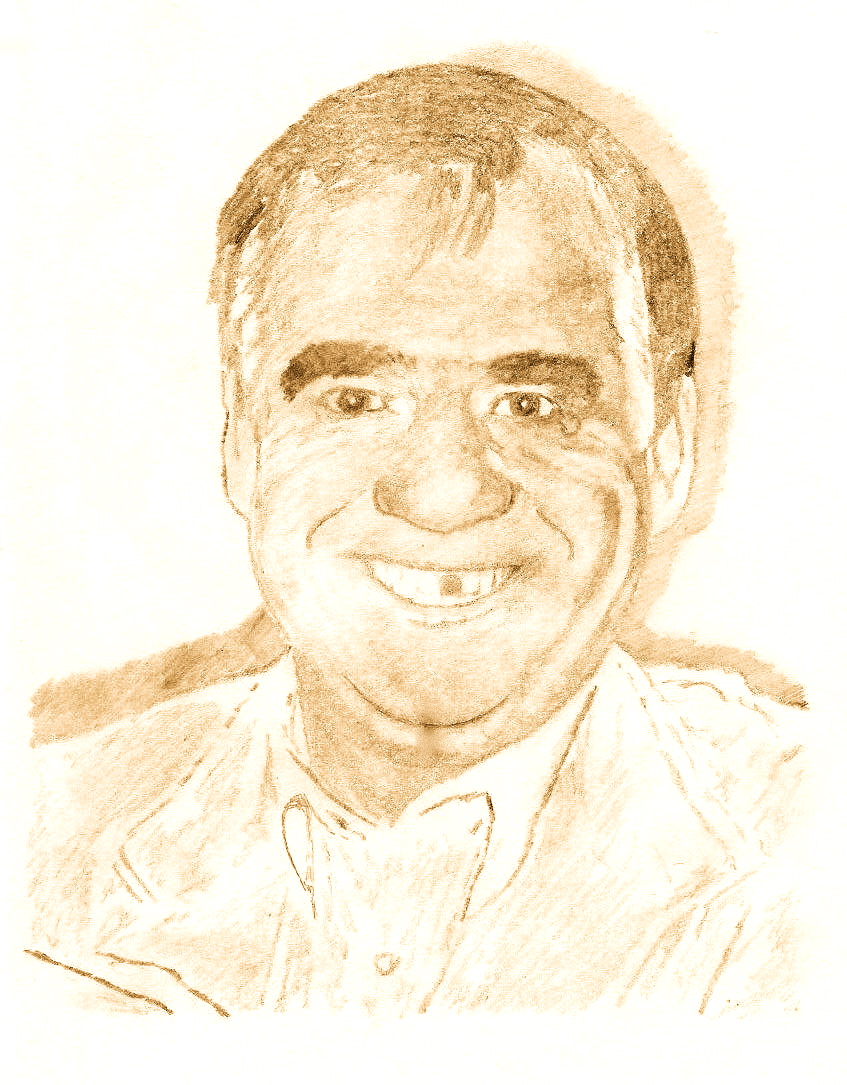
Joe Dolan

Er nahm mit 20 Jahren seine erste Platte auf, die in Irland direkt ein Hit wurde. Mit seiner dreizehnten Single Make Me An Island kam er in vierzehn Ländern in die Hitparaden.
Bis 1970 veröffentlichte er noch etliche Bestseller. Danach widmete er sich erst einmal dem Aufbau einer eigenen Firma in Mullingar. 1973 läutete er sein Comeback ein und war mit der Single The Most Wanted Man In The U.S.A. wiederum auf Spitzenplätzen vieler Hitparaden zu finden.

## Diskografie

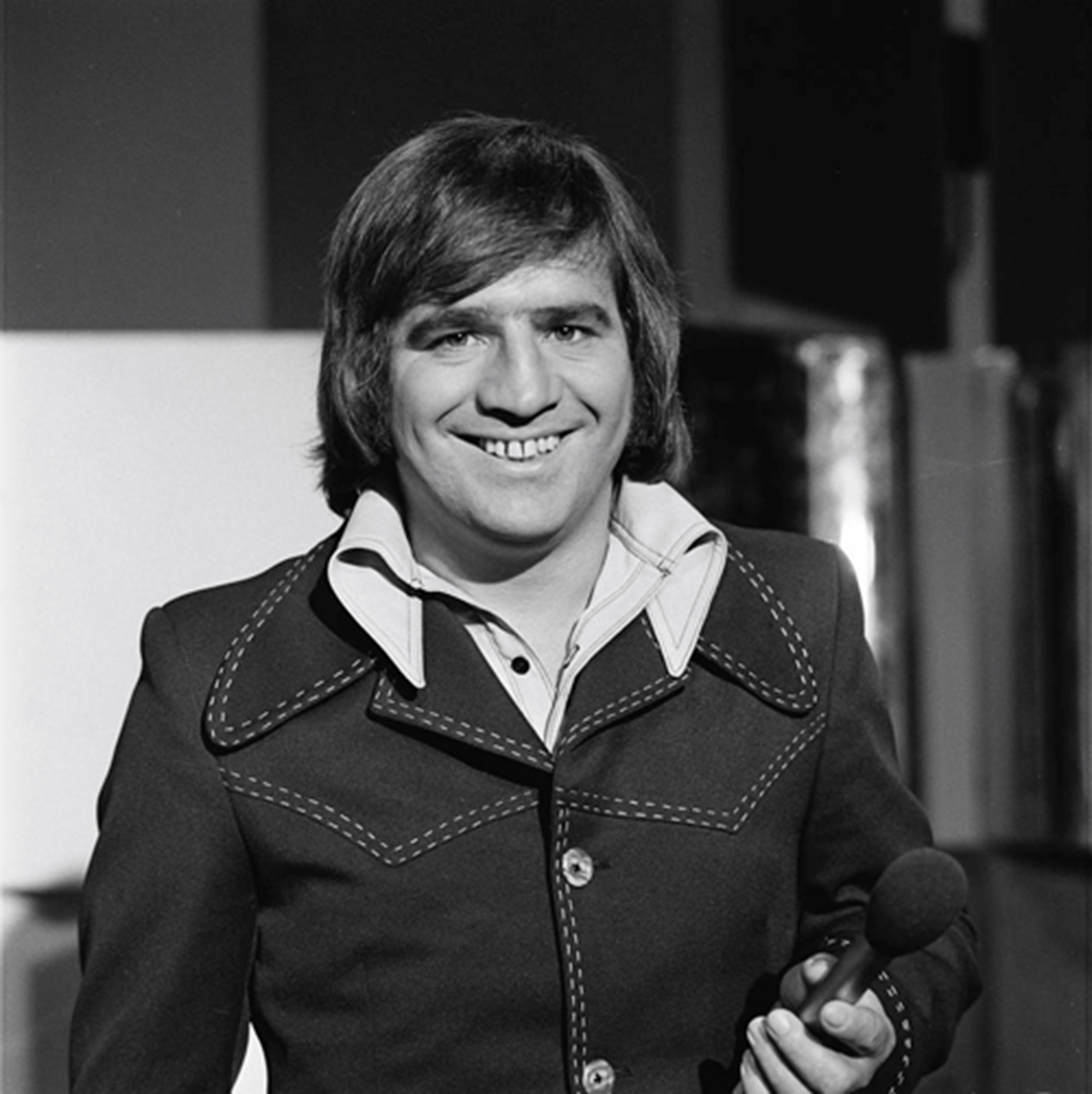
Joe Dolan (1975)

## LPs
- Make Me An Island 1969

## Singles
- Tar and Cement 1967
- Westmeath Bachelor 1968
- Make Me an Island 1969
- Teresa 1969
- You're Such A Good Looking Woman 1970
- Sometimes a Man Just Has to Cry 1971
- The Most Wanted Man In The U.S.A. 1973
- Hush Hush Maria 1975
- I Need You 1977